# Hinata Kida
Hinata Kida (født 4. juli 2000) er en japansk fodboldspiller, som spiller for den japanske fodboldklub Avispa Fukuoka.